# Theotonius Amal Ganguly
Theotonius Amal Ganguly (1920 - 1977) là một Giám mục người Bangladesh của Giáo hội Công giáo Rôma. Ông nguyên là Tổng giám mục chính tòa Tổng giáo phận Dacca (sau đổi là Tổng giáo phận Dhaka), Chủ tịch Hội đồng Giám mục Pakistan và Chủ tịch Hội đồng Giám mục Bangladesh. Trước khi trở thành Tổng giám mục Dacca, có khoảng thời gian ông là Giám mục Phụ tá rồi Tổng giám mục Phó của Tổng giáo phận này.

## Tiểu sử
Tổng giám mục Theotonius Amal Ganguly sinh ngày 18 tháng 2 năm 1920 tại Hashnabad, Bangladesh. Sau quá trình tu học dài hạn tại các cơ sở chủng viện theo quy định của Giáo luật, ngày 6 tháng 6 năm 1946, Phó tế Ganguly, 26 tuổi, tiến đến việc được truyền chức linh mục. Tân linh mục cũng là thành viên của linh mục đoàn Tổng giáo phận Dacca. Sau sáu năm thụ phong, ngày 16 tháng 8 năm 1952, linh mục Ganguly tham gia vào Dòng Thánh Giá [C.S.C.] và khấn trọn vào dòng này sau đó vào năm 1955.
Năm năm sau khi chính thức gia nhập Dòng Thánh Giá và với gần mười lăm năm kinh nghiệm trong công tác mục vụ, ngày 3 tháng 9 năm 1960, tin tức từ Tòa Thánh loan báo việc Giáo hoàng đã thuyển chọn linh mục Theotonius Amal Ganguly, 40 tuổi, và đặt làm Giám mục. Cụ thể, Giáo hoàng bổ nhiệm ông làm Giám mục Phụ tá cho Tổng giáo phận Dacca, với chức danh Giám mục hiệu tòa Oliva. Các nghi thức truyền chức cho vị giám mục tân cử được cử hành sau đó vào ngày 7 tháng 10 cùng năm, cùng với sự tham dự của ba giáo sĩ cấp cao với vai trò chính yếu trong nghi lễ. Chủ phong cho tân giám mục Hồng y Grégoire-Pierre XV Agagianian, Thượng phụ Tòa Thượng phụ Cilicia, nghi lễ Armenian. Hai vị khác tham dự với vai trò là phụ phong, gồm Tổng giám mục Dacca Lawrence Leo Graner, C.S.C. và Tổng giám mục Joseph Marie Anthony Cordeiro, Tổng giám mục Tổng giáo phận Kẩchi. Tân giám mục chọn cho mình châm ngôn:I come to you with joyful heart (tạm dịch:Tôi đến với bạn cùng một trái tim nhân lành).
Giám mục Ganguly cũng là một nghị phụ tham dự đầy đủ bốn giai đoạn của Công đồng Vaticanô II (1962 - 1965). Sau năm năm ở vị trí Giám mục Phụ tá, ngày 6 tháng 7 năm 1965, tin từ Tòa Thánh loan đi, Giáo hoàng quyết định thăng Giám mục Ganguly làm Tổng giám mục Phó Tổng giáo phận Dacca, với chức danh Hiệu tòa Drizipara. Hai năm sau, ngày 23 tháng 11 năm 1967, ông kế nhiệm, chính thức trở thành Tổng giám mục chính tòa Dacca.
Ngoài nhiệm vụ tại Dacca, ông còn kiêm nhiệm thêm vai trò Giám quản Tông Tòa cho Giáo phận Khulna, từ ngày 20 tháng 3 năm 1969 đến tháng 12 năm 1970.
Tổng giám mục Ganguly bất ngờ qua đời ngày 2 tháng 9 năm 1977, sau mười năm trên cương vị Tổng giám mục chính tòa Dacca, thọ 57 tuổi.